# Campionati europei di triathlon middle distance del 2018
I Campionati europei di triathlon middle distance del 2018 (XIII edizione) si sono tenuti a Ibiza in Spagna, in data 28 ottobre 2018.
Tra gli uomini ha vinto l'italiano Giulio Molinari, mentre la gara femminile è andata alla belga Alexandra Tondeur.

## Risultati

### Élite uomini
| Pos. | Nome                    | Paese       | Nuoto    | Bici     | Corsa    | Totale   |
| ---- | ----------------------- | ----------- | -------- | -------- | -------- | -------- |
|      | Giulio Molinari         | Italia      | 00:24:41 | 01:04:00 | 01:17:21 | 02:51:35 |
|      | Miki Taagholt           | Danimarca   | 00:24:29 | 01:06:25 | 01:15:52 | 02:52:16 |
|      | Albert Moreno Molins    | Spagna      | 00:26:45 | 01:07:56 | 01:12:09 | 02:52:25 |
| 4    | Jaroslav Kovacic        | Slovenia    | 00:25:12 | 01:06:25 | 01:15:49 | 02:52:53 |
| 5    | George Goodwin          | Regno Unito | 00:26:03 | 01:07:59 | 01:13:31 | 02:53:13 |
| 6    | Thomas Davis            | Regno Unito | 00:24:28 | 01:10:01 | 01:17:11 | 02:56:56 |
| 7    | Sergiy Kurochkin        | Ucraina     | 00:24:35 | 01:11:59 | 01:15:06 | 02:57:08 |
| 8    | Aliaksandr Vasilevich   | Bielorussia | 00:25:14 | 01:08:48 | 01:18:04 | 02:57:47 |
| 9    | Oskar Djärv             | Svezia      | 00:25:20 | 01:08:34 | 01:19:11 | 02:58:26 |
| 10   | João Francisco Ferreira | Portogallo  | 00:26:45 | 01:11:25 | 01:17:25 | 03:01:03 |
| 11   | Nicholas Ward Munoz     | Danimarca   | 00:29:42 | 01:09:06 | 01:17:27 | 03:02:25 |
| 12   | Thomas Navarro          | Francia     | 00:31:26 | 01:05:24 | 01:20:14 | 03:02:53 |
| 13   | Cristóbal Dios Ríos     | Spagna      | 00:28:40 | 01:09:54 | 01:18:52 | 03:03:43 |
| 14   | Jure Majdič             | Slovenia    | 00:25:26 | 01:11:25 | 01:22:21 | 03:05:01 |
| 15   | Alexandre Blain         | Francia     | 00:32:16 | 01:06:22 | 01:23:02 | 03:07:38 |
| 16   | Robert-Zsolt Budai      | Romania     | 00:28:37 | 01:11:34 | 01:25:18 | 03:11:36 |
| 17   | Romain Garcin           | Francia     | 00:32:36 | 01:13:22 | 01:19:32 | 03:12:34 |

### Élite donne
| Pos. | Atleta             | Paese       | Nuoto    | Bici     | Corsa    | Totale   |
| ---- | ------------------ | ----------- | -------- | -------- | -------- | -------- |
|      | Alexandra Tondeur  | Belgio      | 00:29:40 | 01:14:50 | 01:21:22 | 03:12:20 |
|      | Sarah Lewis        | Regno Unito | 00:28:57 | 01:19:18 | 01:19:32 | 03:14:21 |
|      | Alice Hector       | Regno Unito | 00:29:37 | 01:16:45 | 01:22:25 | 03:15:05 |
| 4    | Anna Noguera       | Spagna      | 00:29:36 | 01:16:14 | 01:24:08 | 03:16:23 |
| 5    | Nina Derron        | Svizzera    | 00:29:36 | 01:15:07 | 01:27:29 | 03:17:39 |
| 6    | Hanna Maksimava    | Bielorussia | 00:29:37 | 01:22:20 | 01:23:43 | 03:21:48 |
| 7    | Suzie Richards     | Regno Unito | 00:31:43 | 01:15:42 | 01:31:14 | 03:25:03 |
| 8    | Olga Dmitrieva     | Russia      | 00:27:18 | 01:22:51 | 01:29:59 | 03:26:58 |
| 9    | Ana Filipa Santos  | Portogallo  | 00:32:25 | 01:22:08 | 01:30:50 | 03:32:22 |
| 10   | Fiona Moriarty     | Irlanda     | 00:34:49 | 01:21:52 | 01:30:07 | 03:34:48 |
| 11   | Charlene Ottevaere | Belgio      | 00:32:27 | 01:25:41 | 01:31:51 | 03:40:06 |